# Sternhydrus kolbei
Sternhydrus kolbei är en skalbaggsart som först beskrevs av Wilke 1920.  Sternhydrus kolbei ingår i släktet Sternhydrus och familjen dykare. Inga underarter finns listade i Catalogue of Life.